# El Castro (El Barco de Valdeorras)
El Castro (llamada oficialmente Santa María do Castro de Valdeorras) es una parroquia y una villa española del municipio de El Barco de Valdeorras, en la provincia de Orense, Galicia.

## Toponimia
La parroquia también es conocida por los nombres de Santa María de El Castro y Santa María do Castro.

## Organización territorial
La parroquia está formada por tres entidades de población:
- Corrego (O Córrego)
- El Castro (O Castro)
- Outarelo

## Demografía

### Parroquia
| Gráfica de evolución demográfica de El Castro (parroquia) entre 2000 y 2022 |
|                                                                             |
| Datos según el nomenclátor publicado por el INE.                            |

### Villa
| Gráfica de evolución demográfica de El Castro (villa) entre 2000 y 2022 |
|                                                                         |
| Datos según el nomenclátor publicado por el INE.                        |